# Katharina Wüstenhagen
Katharina „Kathi“ Wüstenhagen (* 7. Juni 1983 in Zossen) ist eine deutsche Rallye-Beifahrerin.
Kathi Wüstenhagen ist seit 2001 im deutschen Rallyesport und bei internationalen Rallyes aktiv.
Wüstenhagen gewann den ADAC-Juniorcup als Beifahrerin sowie 2-mal die ADAC-Berlin-Brandenburg-Meisterschaft. Weiterhin begleitet sie den deutschen Nachwuchsfahrer Hermann Gassner junior.
Ihr bisher größter Erfolg ist der Gewinn der Deutschen Rallye Meisterschaft 2009 sowie der Sieg der Gruppe-N-Wertung in einem Mitsubishi bei der Rallye Deutschland des Jahres 2008. 2011 startete sie im Red Bull Skoda Team im Rahmen der S2000 Rallye-Weltmeisterschaft (WRC).